# アルカナー

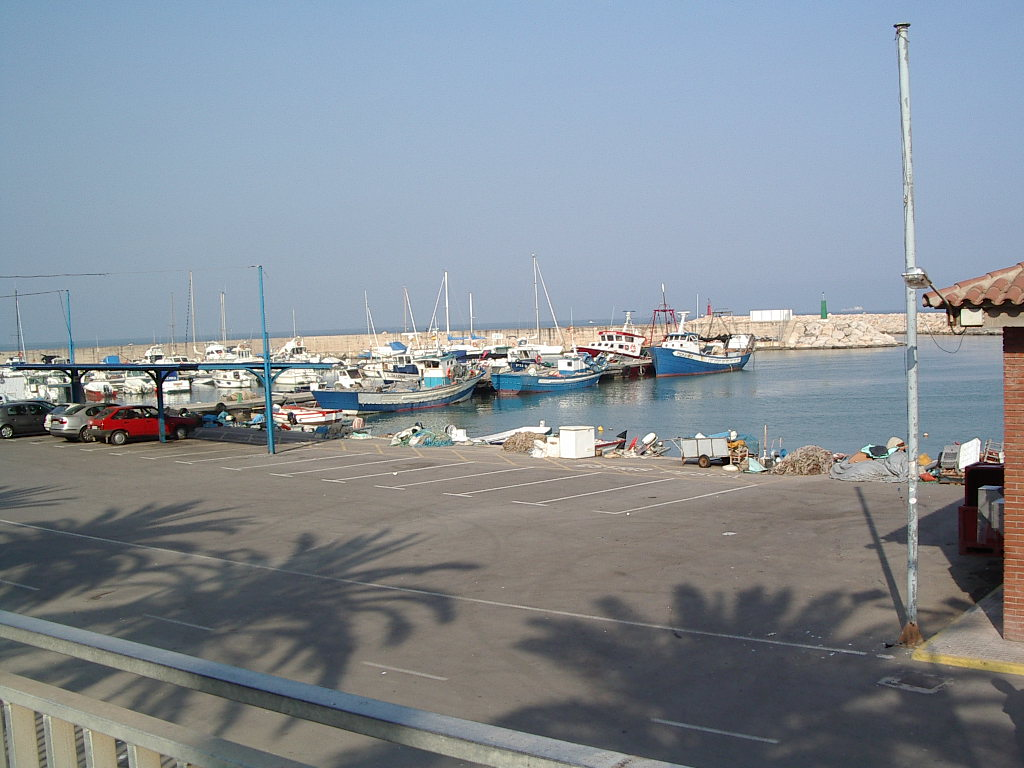
ラス・カザス・ダルカナー地区の港

アルカナー（Alcanar）は、スペイン・カタルーニャ州タラゴナ県にあるムニシピオ（基礎自治体）。ムンシアー郡に属する。カタルーニャ統計局によれば人口は10,658人。カタルーニャ州最南部に位置し、バレンシア州との境界に位置する。自治体内には古くからの漁村であるラス・カザス・ダルカナー（Les Cases d'Alcanar）、ラ・サリェータ、アルカナー＝プラッジャなどの地区がある。

## 歴史
アルカナーは、その地にはるか以前から住民が暮らしていたが、15世紀まで独立した自治体を形成していなかった。1148年に自治体ウルダコーナの領域部分として建設された。そしてそのころそこの住民を表す語としてlo Canarという語が用いられるようになった。
1239年2月その地の住民に住民認可状（carta de población）が与えられた。しかし、1252年に新しい認可状が与えられるまで定住地が確定するまでには至らなかった。そしてこの時が集落としての創設と考えられている。1380年にはこの地に居住するものは30家族を数えた。14世紀には数度にわたり海賊たちの襲撃対象となり、見張りのための塔が建設されることとなった。市街地は防備が固められ、市壁で囲まれた。1449年にウルダコーナから独立した。
カスティーリャのフアン2世に対しての戦いの間、街はフアン2世の軍隊によって占領され、火が放たれた。フェリーペ2世統治時代には、トルコ海賊の襲撃に対して防衛のために多くの塔が建設されているが、アルカナーもこの時期に再び防備が強化された。
カタルーニャ反乱（収穫人戦争）においてはカスティーリャ王への忠誠を維持し、このことによってカタルーニャ軍の一部によって街が占拠された。スペイン独立戦争時には街は再び占領された。
第一次カルリスタ戦争では、1835年カルリスタ軍によって街は包囲され、頑強に抵抗したものの、陥落し、略奪された。
1978年にはロス・アルファケスキャンプ場でタンクローリーが爆発するロス・アルファケス大惨事が起こった。この事故では217人が死亡し、300人以上が負傷した。

## 人口
| アルカナーの人口推移 1900－2010                         |
|                                                         |
| 出典:INE（スペイン国立統計局）1900年 - 1991年、1996年 - |

## 文化
アルカナーの教区教会は、側面に複数の礼拝堂を持ち、一つの身廊で構成されるルネサンス様式建築で大天使ミカエル（San Miguel Arcángel）に献呈されている。創建当初は半円形の一つの後陣を有す4区画から構成されていたが、19世紀に行われた改修によって後陣部分は失われてしまった。そして交差廊、円蓋、聖堂内陣の司祭席が拡張された。現在の大きさは幅19m、高さ16mである。
入口は真ん中のアーチ部分にあり、2つの柱にはさまれている。上部には三角形の破風とその下に3つの壁龕が形成されている。鐘楼は基台が四角形で、各面には大窓が設けられている。
郊外にはマーラ・ダ・デウ・ダル・ラメイ（Mare de Déu del Remei）が奉られた聖堂がある。ゴシック様式の建物で16世紀末から17世紀初頭にかけて建設された。18世紀に鐘楼部分が付け足され、内部が拡張され、交差廊と丸屋根が加えられた。そのそばには旧宿泊所の建物があり、内部にはレパントの海戦を描いたモザイクが保存されている。19世紀初頭に、非常に傷んでいたため切り離されるまで礼拝堂の床と続いていた。
聖堂内に祀られていた像は高さ60cmほどの小さなもので、18世紀のものである。聖堂の内部には1920年に製作された一連の絵画が飾られている。かつての祭壇画と装飾の一部は1936年に破壊された。
海辺には1530年から1630年までに海賊からの襲撃に備えて建設されたいくつもの防御用の塔を見ることができる。それらはすべて四角形で、迫石のある入口、一階部分、円天井を持っている。それらの多くは改装され、別荘あるいは夏の住まいとして利用されている。

## 経済

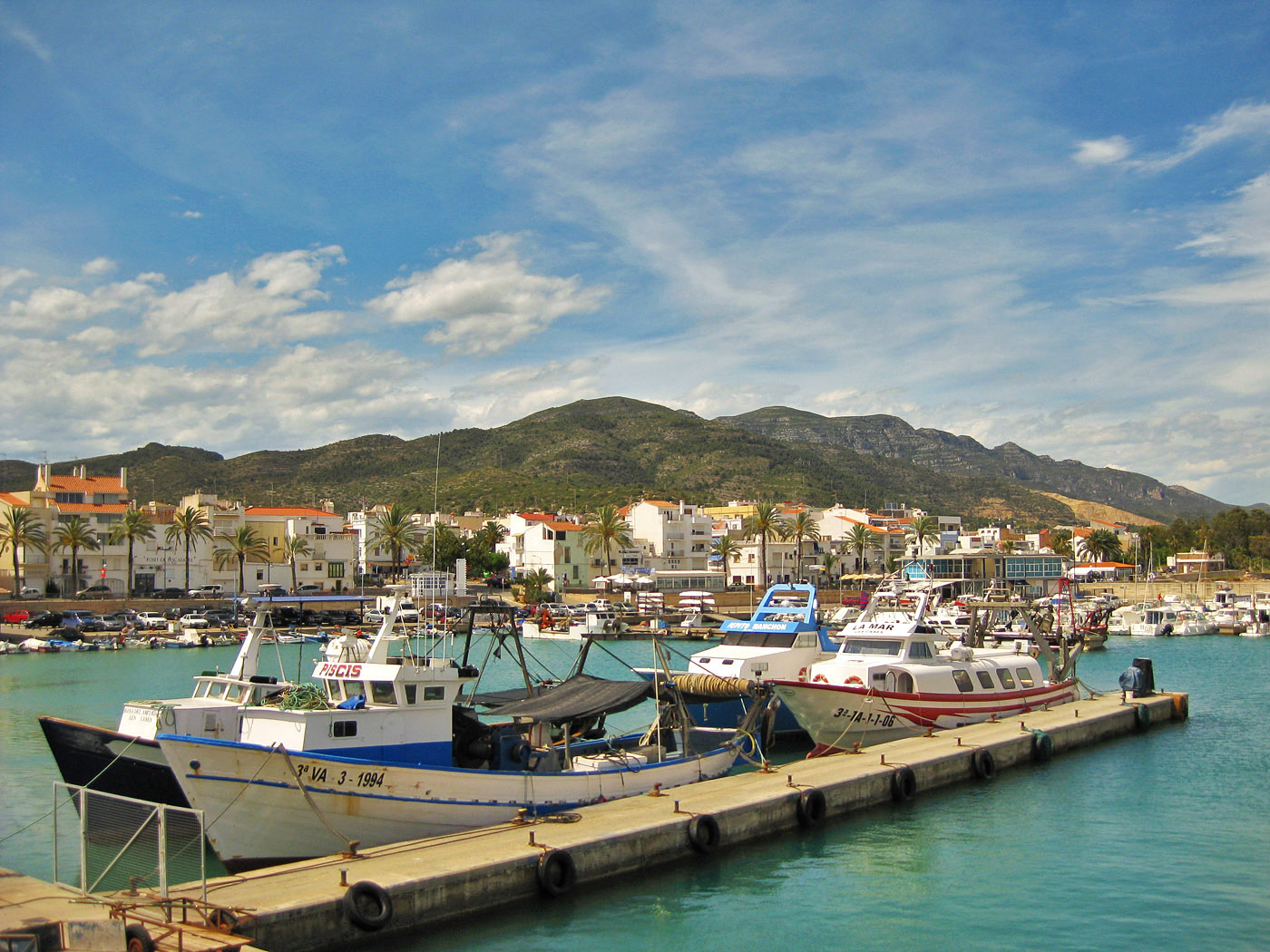
ラス・カザス・ダルカナー

観光と別荘がアルカナーの経済の重要部分となっている。アルカナー・プラジャ海岸地域には夏の間この地で過ごす多数の滞在者のための多くの新興住宅地が建設されている。それらのうち最も古い住宅のひとつにClos de Codorniuと呼ばれるものがあり、アルフォンソ13世が夏の間そこで過ごした。他には多くのホテル、キャンプ場、その他の観光関連施設がある。
海岸部から離れている自治体の北部地域では農業が経済活動の中心で、特にオレンジとクレメンティーナ（Clementina）の栽培が重要である。ラス・カザス・ダ・アルカナー地区では漁業が盛んで、ほとんどがランゴスティーノ（クルマエビ亜目のえび）漁に従事している
自治体内には明確な工業地域はないが、セメント工場は重要で多くの住民に雇用の機会をもたらすとか、近年住民にとって重要な産業促進の機会をもたらすであろうガスプラントの建設に対しての反対運動が起きるなど、さまざま議論がある。